# Carl Eugen Schmidt

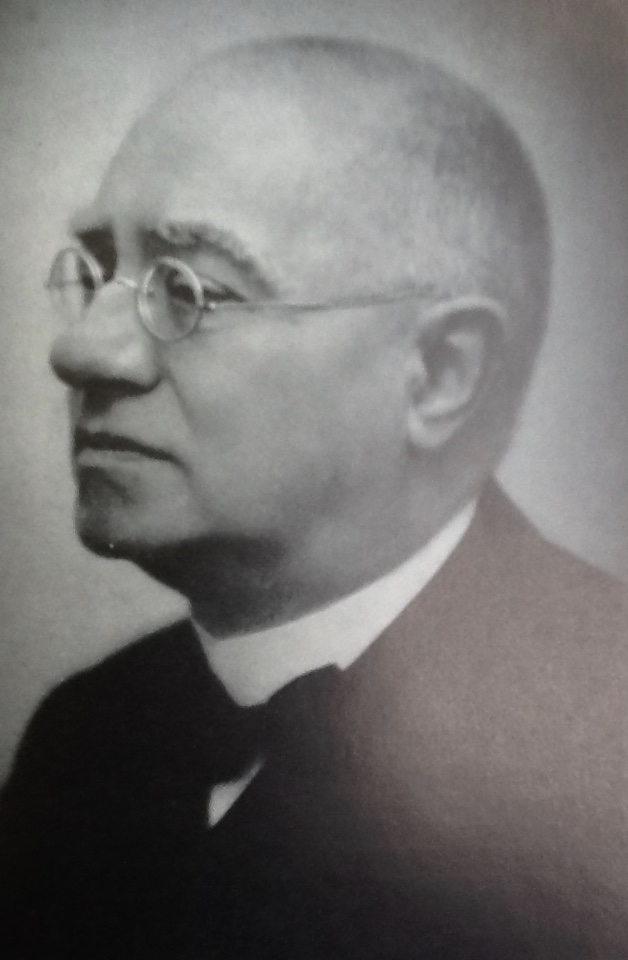
Carl Eugen Schmidt

Carl Eugen Schmidt (* 29. Oktober 1865 in Preßburg, Kaisertum Österreich; † 22. Oktober 1948 ebd.) war ein evangelisch-lutherischer Theologe und Senior der Deutsch-Ungarischen Kirchengemeinde zu Preßburg.

## Herkunft
Carl Eugen Schmidts Vater und Großvater waren Klavierbauer in Preßburg.

### Der Großvater
Zu Cöthen in Anhalt wurde Carl Wilhelm Schmidt (* 1794, † 1872) als Sohn des Bildhauers Wilhelm Schmidt geboren. Als er im Jahre 1812 genötigt wurde, in die Armee Napoleons einzutreten, floh er von Cöthen nach Wien. In Wien erlernte er das Klavierbauerhandwerk, ging 1818 nach Leipzig, wo er kürzere Zeit bei den Musikverlag Breitkopf & Härtel arbeitete. Wien hatte ihm jedoch so beeindruckt, dass er dorthin zurückkehrte. Von Wien aus lernte er Preßburg kennen, die Stadt gefiel ihm sehr und er entschloss sich, in Preßburg eine „Klaviermacherei“ zu errichten. 1822 errichtete er in der Schöndorfer Gasse in Preßburg eine Klavierfabrik, die bis 1859 tausenddreihundert Klaviere baute. Seine Wohnung, die auch einen kleinen Konzertsaal enthielt, wurde von bekannten Künstlern, wie Johann Nepomuk Hummel, Franz Liszt, Clara Schumann (Wieck) oder Tobias Gottfried Schröer aufgesucht.

### Der Vater
C. W. Schmidts ältester Sohn Carl Jakob Ludwig Schmidt (* 1827, † 1905) übernahm nach Aufenthalten in Amerika, London und Paris 1859 die Firma seines Vaters. 1853 heiratete er Ida von Bakos, die Tochter eines Adeligen aus dem Komitat Trentschin. Wegen wirtschaftlicher Schwierigkeiten musste er jedoch 1877 den Neubau von Klavieren einstellen, man war genötigt sich auf die Reparatur von Klavieren zu beschränken. Carl Jakob war ein begeisterter Sänger, ein Schöngeist, geistig und politisch ein Anhänger des liberalen deutschen Bürgertums seiner Zeit. Zu seinem Tode schrieb die Preßburger Zeitung: Vorgestern wurde hier ein Mann zu Grabe getragen, dem wohl alle, die ihn kannten, ein ehrendes Gedächtnis bewahren werden. Mit ihm ist übrigens nicht bloß ein wahrhaft guter, edler Mensch aus unserer Mitte geschieden, sondern auch ein gediegener Musiker und vor allem ein opferfreudiger Vorkämpfer vaterländischer Industrie.

## Der Lebensweg

### Junge Jahre
Carl Eugen Schmidt wurde als „schwächlicher Spätling“ nach zwei Schwestern am 29. Oktober 1865 in Preßburg geboren und am Tage der Heiligen Elisabeth getauft. Nach dem Besuch der Volksschule, hier von dem bedeutenden Schulmann Samuel Frühwirth unterrichtet, besuchte er seit 1876 das Evangelische Lyzeum seiner Vaterstadt, wo er im Jahre 1884 die Reifeprüfung ablegte. Der alltägliche Unterrichtsbetrieb hatte es dem begeisterungsfähigen Jungen nicht sehr angetan; nur die Sitzungen des Deutschen Vereins, einer Schülervereinigung unter der Leitung einiger Lyzealprofessoren, mochten ihm begeistern. Im Deutschen Verein am evangelischen Lyzeum, der seit 1788 bestand und im Jahre 1817 von Tobias Gottfried Schröer wieder ins Leben gerufen wurde, sammelte sich die deutsche Jugend Preßburgs zur Vertiefung in das Schrifttum der deutschen Klassiker.
Das Suchen nach einer festen „Weltanschauung“ ließ in Schmidt den Entschluss heranreifen Philosophie zu studieren. Deshalb bezog er im Herbst 1884 die Universität Wien. Da ihn dieses Studium jedoch nicht befriedigte, kehrte er in seine Vaterstadt zurück, um an der Preßburger Theologischen Akademie ein Theologiestudium zu beginnen.

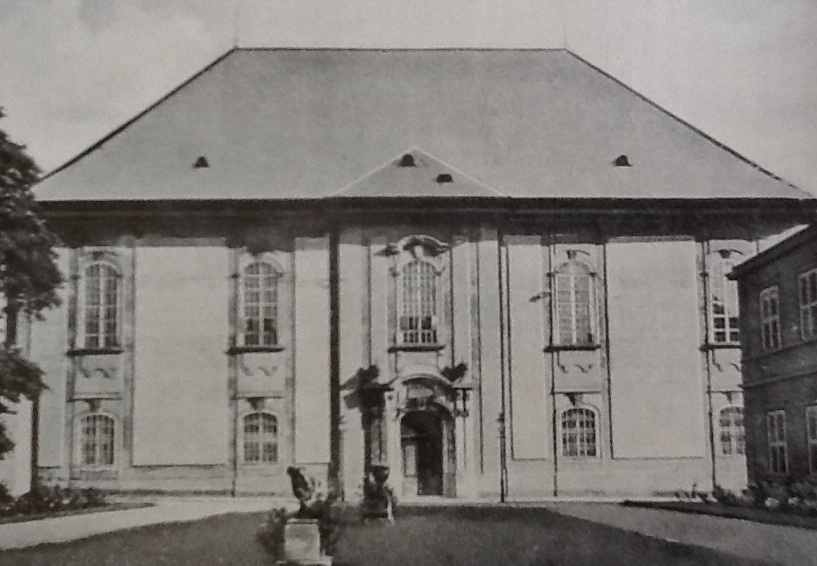
Die ehemalige Deutsche Evangelische Kirche in Preßburg zu Beginn des 20. Jahrhunderts

Seit der Reformation besuchten nahezu alle Theologiestudenten des Karpatenraumes in ihren letzten Semestern deutsche Universitäten. Auch Schmidt zog im Sommersemester 1888 nach Heidelberg; im Anschluss studierte er an der Berliner Universität. In die Heimat zurückgekehrt bereitete er sich auf das erste theologische Examen vor. Am 23. Oktober 1889 wurde er von dem ersten Pfarrer und Bischof Ludwig Geduly ordiniert und als „Pfarramtsaushilfe“ (Vikar) für den erkrankten Pfarrer Viktor Freytag in der Preßburger Gemeinde bestellt. Als Viktor Freytag starb, wurde Schmidt als einer der Nachfolge-Kandidaten nominiert. Da ihm aber die Lyzeal- und Akademie-Professoren für zu „orthodox“ und für zu wenig „ungarisch-national“ gesinnt hielten, wurde statt seiner Pfarrer Gustav Ebner aus Deutsch-Jahrndorf im Burgenland auf diese Pfarrstelle gewählt.
Als aber wenige Monate später Bischof Geduly starb und dadurch die erste Pfarrstelle vakant wurde, berief der Gemeinde-Konvent ohne Gegenkandidaten ihr „Preßburger Kind“ auf diese Pfarrstelle. Gleich zu Beginn seiner Preßburger Pfarrerslaufbahn wurde er Religionslehrer an der Preßburger Handelsakademie und an der Lehrerbildungsanstalt. Seine streng orthodoxe Einstellung brachte ihn bald in Gegensatz zur eher liberal eingestellten Lokaltradition.
Am 13. Juli 1890 wurden Ebner und Schmidt gleichzeitig in ihr Amt eingeführt, so dass jetzt Fürst, Ebner und Schmidt für die Betreuung der Deutschen Kirchengemeinde zuständig waren.
Schmidt sammelte bald eine Gruppe von Theologiestudenten um sich („Preßburger Schule“) und gründete 1892 einen protestantischen „Männer- und Jünglingsbund“. Im Jahre 1898 nahm er an der Generalsynode der lutherischen Freikirche in Breslau teil. Ab 1903 gehörte er als einziger Vertreter der ungarischen Protestanten der Allgemeinen Evangelisch-Lutherischen Konferenz an.

### Der Prediger, Liturg und Diakon
Am 26. September 1892 heiratete Schmidt Adele von Kolényi, die Tochter eines Rechtsanwalts in Preßburg. Aus der Ehe gingen die Söhne Karl, Felix und Walter hervor. Karl fiel gleich zu Beginn des Ersten Weltkrieges an der Ostfront. Der jüngste Sohn Walter starb 1923 an den Folgen dieses Krieges. Der mittlere Sohn Felix zog nach Budapest. 1944 wurde er nach der Absetzung des ungarischen Reichsverwesers Nikolaus Horthy von den Nazis verhaftet und in das Konzentrationslager Mauthausen gebracht. Als er nach Kriegsende heimkehrte, wurde er als Intellektueller mit viel List und Tücke von den Vertretern des neuen (kommunistischen) Regimes drangsaliert.
Im Jahre 1905 starb Pfarrer Johannes Fürst, der seit 1878 in der Preßburger Gemeinde wirkte. Sein Nachfolger wurde Heinrich Pröhle, der in seiner theologischen Einstellung sehr gut zu Schmidt passte. Nach der Abdankung Gustav Ebners wurde Wilhelm Rátz zum dritten Pfarrer der Preßburger Gemeinde gewählt und am 16. Januar 1910 in sein Amt eingeführt.
Im Jahre 1890 entschloss sich die Gemeinde, ein Diakonissen-Mutterhaus zu gründen. Da Schmidt ein Verehrer Wilhelm Löhes war, beschloss man auf seine Anregung, Schwestern aus dem Evangelischen Diakoniewerk Gallneukirchen zu berufen. Die geistliche Leitung der Preßburger Anstalt übernahm Schmidt im Jahre 1893, die er bis 1942 neben seinem Pfarramt ehrenamtlich ausübte. Es war sein Verdienst, dass sich im Jahre 1912 die Gemeinde zum Neubau eines größeren Baukomplexes (Diakonissenmutterhaus, Waisenhaus und Krankenhaus) entschloss, das am 3. Mai 1914 eingeweiht werden konnte. Hermann von Bezzel predigte über Joh 16,22  in der Deutschen Kirche.
In der Zeit des Ersten Weltkrieges wurde Schmidt neben seiner vielseitigen Tätigkeit als erster Pfarrer der Deutschen Gemeinde, als Senior des Preßburger Kirchenkreises, als Professor der Preßburger Theologischen Akademie in die Arbeit der Militärseelsorge berufen. Die Begegnungen mit den vielen verwundeten Soldaten hatten Schmidt veranlasst, eine ganze Reihe von Erbauungsschriften zu verfassen, die in viele Lazarette Ungarns verschickt wurden.
Im Jahre 1915 verlieh ihm die Wiener Theologische Fakultät die Würde einer Doktors der Theologie.
Nach dem Zusammenbruch Österreich-Ungarns und dem Staatsumsturz 1918, die Eingliederung des ehemaligen Oberungarns in die neu gegründete Tschechoslowakei, wurde Schmidt in die vorderste Reihe gestellt. Preßburg wurde per Dekret in Bratislava umbenannt. Der slowakische Teil der Lutheraner, der in der Ungarländischen Kirche als Minderheit einen Kampf um das Recht der Muttersprache in ihren Gemeinden führte, war nach der Gründung der Tschecho-Slowakei zur Mehrheit in der Kirche geworden. Der Sprachenkampf in der Kirche, der seit dem 19. Jahrhundert vor allem die Slowaken beunruhigte, wurde nach 1918, jedoch mit vertauschten Rollen fortgesetzt. Die evangelischen Gemeinden deutscher Zunge bemühten sich um eine Zusammenfassung im Rahmen der neu gestalteten Slowakischen Evangelischen Kirche mit ihrer slowakischen Mehrheit. Als auf der Synode zu Trentschin-Teplitz im Jahre 1921 eine Zusammenfassung der deutschen Gemeinden scheiterten, unternahm Schmidt einen Versuch, wenigstens die Preßburger Gemeinde aus den Verbund der Slowakischen Evangelischen Kirche herauszunehmen, und strebte einen Anschluss die „Deutsche Evangelische Kirche in Böhmen, Mähren und Schlesien“ an. Jedoch der Anschluss war politisch nicht durchsetzbar. Nach den Parlamentswahlen im Jahre 1920 wurde er für die „Ungarisch-Deutsche christlich-soziale Partei“ in den Senat des Prager Parlaments gewählt, dem er bis 1925 angehörte. 1924 gründete er den Pfarrverein deren erster Vorsitzender er wurde.
Da die Zusammenfassung aller deutschen Gemeinden in der Slowakei scheiterte, war es Schmidt, dem es – mit Einwilligung des slowakischen Bischofs Samuel Zoch – gelang, das nur die Stadt Preßburg und Ratzersdorf umfassende Seniorat aufzulösen und ein deutsches Seniorat mit der Stadt Preßburg sowie den umliegenden Gemeinden zu schaffen. Mit dieser Neuregelung war aber die Teilung des Preßburger Gesamtgemeinde in eine Deutsche Gemeinde (der sich die Ungarn freiwillig anschlossen) mit rd. 8000 Seelen und eine slowakische Kirchengemeinde (1600 Seelen) verbunden. Diese Zerlegung war jedoch mit großen finanziellen Opfern für die Deutsche Gemeinde verbunden, denn das Gemeindevermögen stammte nahezu ausschließlich aus der Deutschen Gemeinde der Vorkriegszeit. Schmidt wurde auch zum Senior der Deutsch-ungarischen Kirchengemeinde gewählt.
Als 1933 die Hochflut der „Deutschen Christen“ auch an die Pforte der Diasporakirche in der Slowakei pochte, rief Schmidt zur Nüchternheit auf. Von Anfang an durchschaute er die zerstörerische Wirkung dieser Bewegung für die Kirche der Reformation. Den Nationalsozialismus lehnte er vehement ab.
Seine Antihaltung gegen das Dritte Reich mag wohl auch der Grund gewesen sein, dass Schmidt beim Heranrücken der Ostfront Preßburg nicht verlassen wollte. Auch eine Vertreibung anhand der „Beneš-Dekrete“ blieb dem Altsenior sowie seinen beiden Amtsbrüdern Heinrich Pröhle und Wilhelm Rátz erspart.

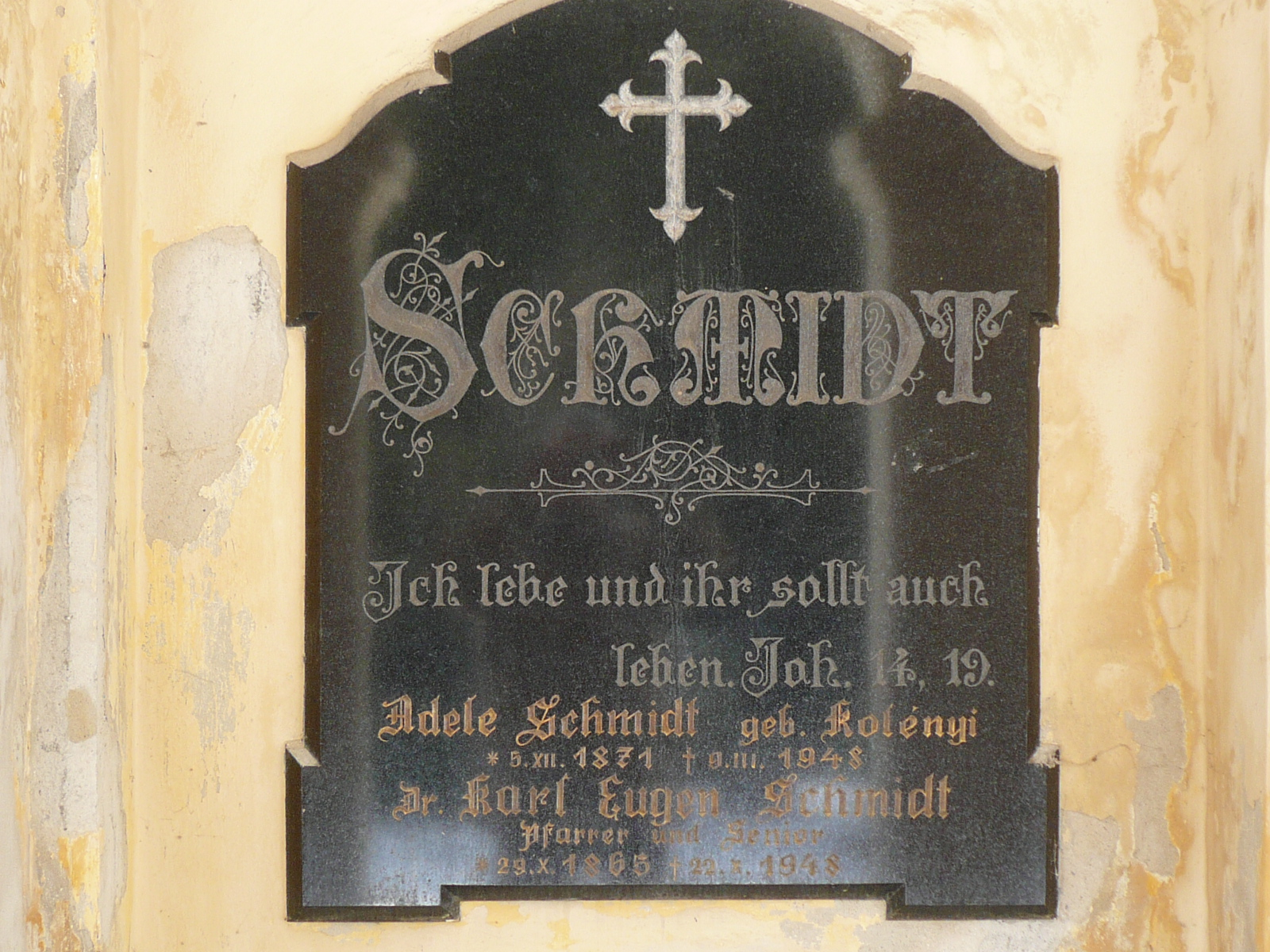
Grabplatte von Carl Eugen Schmidt in der rechten Arkade des Jeszenák Mausoleums am Gaistor-Friedhof

Kurz vor dem Einrücken der Roten Armee übersiedelte der Altsenior in das von ihm gegründete Diakonissenheim. Seine Bibliothek, Schriften fielen der plündernden Soldateska zum Opfer.
Am 22. Oktober 1948 starb Altsenior Schmidt im Preßburger Diakonissenheim. Die Slowakische Evangelische Kirchengemeinde hat ihm ein würdiges Begräbnis gehalten. Beigesetzt wurde er in der Gruft in einem der Arkadenflügel des Jeszenák-Mausoleums am evangelischen Gaistor-Friedhof. Hier durfte dann auch ein Vaterunser in Deutsch gesprochen werden.
Carl Eugen Schmidt war mit Sicherheit der bedeutendste Theologe der Deutschen Evangelischen Kirchengemeinde Preßburgs seit Matthias Bel.

### Das Gesangbuch
Das Gesangbuch tritt als „Hilfsmittel für den Gemeindegesang“ in Preßburg erst relativ spät in Erscheinung. Das erste Preßburger Gesangbuch, das sog. „Preßburger Büchel“, stammt aus dem Jahre 1669 und erlebte drei Auflagen. Es ist mit dem schlesischen „Hirschberger Gesangbuch“ nahe verwandt. Unter den Einfluss des Pietismus wurde 1716 ein neues pietistisches Gesangbuch eingeführt. Dieses zählte bereits 420 Lieder, wovon 56 Lieder aus dem „Preßburger Büchel“ übernommen wurden. Der Pietismus belebte die Dichtung des Kirchenliedes, ließ aber den reformatorischen Choral in der ursprünglichen Form bestehen.
Bis in die erste Hälfte des 19. Jahrhunderts hinein wurden Fragen der Religionsströmungen – unter Theologen, aber auch unter den Laien – heftig diskutiert und der Kampf um die „reine Lehre“ ist mit großem Einsatz ausgetragen worden. In Altungarn wurde in der Synode von Rosenberg (1707) der an der Universität Halle/S. gelehrte Pietismus in einem separaten Artikel ausdrücklich verurteilt und abgelehnt. In den Gemeinden Altungarns herrschte allgemein der Rationalismus der Aufklärung vor. Gottesdienste wurden zu reinen „Predigtgottesdiensten“ umgestaltet; die alten, traditionsreichen Kirchenlieder wurden „vernünftig“ gemacht und sogar Lutherlieder aus den Gesangbüchern verbannt. Die Aufklärer Preßburgs wünschten auch ein neues Evangelisches Gesangbuch. Es sollte auf den Grundsätzen des vom Rationalismus geprägten „guten Menschenverstands“ aufgebaut werden und die „alten ‚unmodernen’ Kirchenlieder, die zu ihrer Zeit brauchbar waren, aber für die gegenwärtigen Zeiten in ihren Vorstellungen zu dunkel und mystisch, oder in ihren Ausdrücken zu rau und niedrig sind“ sollten daraus entfernt werden. Die Rationalisten gingen so weit, dass im neuen Gesangbuch selbst bedeutende Lieder der Reformationszeit nicht mehr vertreten waren. Selbst Martin Luthers „Ein feste Burg ist unser Gott“ fand keinen Eingang in das neue Gesangbuch!

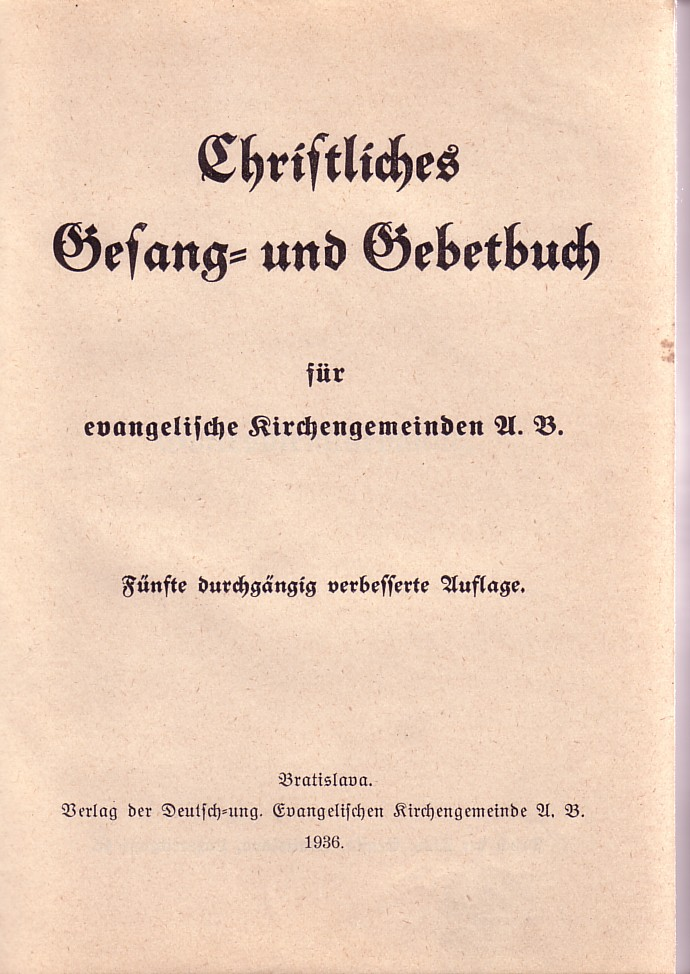
Titelseite des Gesangbuches der Deutschen Evangelischen Kirchengemeinde zu Preßburg (Ausgabe 1936)

Carl Gottlieb von Windisch nahm an dieser Entwicklung regen Anteil. Bereits 1786 erschien in Preßburg eine Vorarbeit zum neuen Gesangbuch (Sammlung christlicher Lieder und Gesänge zum Gebrauche evangelischer Religionsverwandter, Preßburg 1786). Damit sollte einem neuen Preßburger Gemeindegesangbuch der Weg gebahnt werden. Im Kirchenprotokoll vom 10. April 1787 wird Windisch als Mitglied der „Gesangbuchdeputation“ und von Crudy wird er als „Sekretär des Redaktionsausschusses“ bezeichnet. Der geistige Urheber des gesamten Unternehmens war jedoch der damalige Senior der Gemeinde, Pfarrer Daniel von Crudy. Die Erstausgabe des Gesangbuches mit dem Titel: Neues Gesang- und Gebetbuch zum gottesdienstlichen Gebrauche der evangelischen Gemeinde in Preßburg erschien im Jahre 1788 in Preßburg. Wegen des starken rationalistischen Einflusses der in Preßburg herrschte, hielt sich dieses Gesangbuch ziemlich lange; es erreichte mehrere Auflagen (1788, 1829); und selbst noch im Jahre 1880 wurde das „Crudysche Gesangbuch“ in Ungarisch-Altenburg nochmals nachgedruckt.
Nur ganz langsam – und mit zeitlicher Verzögerung gegenüber Deutschland – wird der Rationalismus der Aufklärung auch in Altungarn überwunden und allmählich wirkte sich die kirchliche Erneuerung belebend auf das erkaltete Gemeindeleben aus.

#### Das „neue“ Gesangbuch von 1896
Als Carl Eugen Schmidt sein Amt im Jahre 1890 antrat, war eine Revision des rationalistischen Gesangbuches dringend geboten. Er übernahm die Vorarbeiten, die er 1893 seinen Amtsbrüdern den Pfarrherren Fürst und Ebner im Pfarrkollegium vorlegte. Damit hatte Schmidt den ersten Schritt zur Abkehr vom Rationalismus im gottesdienstlichen Leben getan. Im neuen Gesangbuch wurden die reformatorischen Choräle in ihrer ursprünglichen Fassung wieder eingeführt, viele seichte rationalistische Lieder gestrichen und neue Lieder in lutherischen Geist aufgenommen. Das Gesangbuch kam 1895 auf dem Markt und fand bis zum Ende der Deutschen Evangelischen Kirchengemeinde Preßburgs im Jahre 1945 mehrere Neuauflagen.
Das Kirchenlied ist für Schmidt „erlebtes Evangelium und darum ein Lied des errungenen und erhofften Sieges. In der Gemeinde erklingt das Lied von dem erhofften Sieg, dem Sieg über Sünde, Tod und Hölle, den unser Herr und Heiland mit seinem Kreuzestod und seiner Auferstehung errungen hat. Im Glauben hat die Kirche diesen wunderbaren Sieg; jeder Christ hat diesen Sieg!“
Mit der Einführung des neuen Gesangbuches wurde auch die Liturgie wieder aufgewertet. Dass die sonntägliche Liturgie wieder in lutherischer Tradition ausgestaltet wurde, ist ein Verdienst Schmidts. Er hatte seine dichterische und musikalische Begabung in den Dienst der hymnologischen Forschung gestellt. Ihm war es zu danken, dass das Preßburger Gesangbuch, das auch in vielen deutschen gemeinden der Slowakei gebraucht wurde, den binnendeutschen Gesangbüchern ebenbürtig gewesen ist.

## Schriften
- Antrittspredigt über 1.Kor 2, 1-5, Preßburg 1890
- Festpredigt zur Gedenkfeier der Befreiung der Galeerensklaven in Pastoralblätter, 69. Jg., Heft 7, S. 429ff
- Wes soll lich mich trösten?, Dresden 1893
- Unterm Kreuz, Dresden 1895
- Keresztény vallástan (Ungarisch; „Christliche Religionslehre“), Budapest 1898
- Die lutherische Kirche in Ungarn, Dresden 1900
- Etliche Fragestücke für lutherische Diakonissen, Preßburg 1900
- Bilder aus dem Leben Jesu, Preßburg 1905
- Beiträge zur Geschichte der Evangelischen Gemeinde A.B. zu Preßburg – Die Lebensläufe der Pfarrer, Preßburg 1906
- Das gottesdienstliche Leben in Geschichte der evang. Kirchengemeinde A.B. zu Preßburg-Pozsony 1906, Preßburg 1921, S. 19ff
- Drei Wohltätigkeitsanstalten der Preßburger Gemeinde, in Kreuzkalender, Preßburg 1921, S. 19ff
- Die lutherische Kirche in der Slowakei und der Kampf der Kirchengemeinde zu Preßburg, Preßburg 1922
- Die Stellung des geistlichen Amtes zu den Fragen unserer Zeit (Vortrag), Preßburg 1926
- Wesenszüge des deutschen Schrifttums, Preßburg 1927
- Woher wir kommen, Eine geschichtliche Plauderei für Preßburger, in Kreuzkalender, Preßburg 1936, S. 63ff
- Festpredigt, anlässlich der Einführung des neuen Gesangbuches, Preßburg 1937
- Mein Lebenslauf in Die evangelische Diaspora, Jg. XXII, Leipzig 1940, S. 65ff
- Abschiedspredigt über Epheser 3,13-21, Preßburg 1941
- Etwas aus meinem Leben, in Gustav-Adolf-Kalender, Preßburg 1945

Seit 1897 gab er “Das Korrespondenzblatt für die evangelischen Männer und Jünglingsvereine A.B. in Ungarn” und das kirchliche Volksblatt “Der Friedensbote” heraus.